# XIX Strange Days
XIX Strange days è una serie a fumetti disegnata da Stefano Voltolini e scritta da Alessandro Russo per il settimanale Il Giornalino (Edizioni San Paolo); successivamente pubblicato anche da super G sempre edito da San Paolo, un mensile dedicato ai ragazzi più grandi.
La serie è ambientata in una Londra vittoriana dalle sfumature steampunk, e contiene molti riferimenti a H. G. Wells e A. C. Doyle.